# Tweekleurige eik
De Tweekleurige eik (Quercus bicolor) is een boomsoort uit de napjesdragersfamilie.
Zowel haar Nederlandstalige als haar botanische naam is gebaseerd op de verschillende kleuren die de onderzijde en bovenzijde van het blad hebben.

## Verspreiding
De tweekleurige eik is inheems in het noorden van de Verenigde Staten, ten zuiden van de Grote Meren.
Ze heeft een voorkeur voor dezelfde standplaatsen als de Moeraseik (Quercus palustris), dus plaatsen met een normale tot matig droge bodem in de omgeving van stromend water. De boom is vorstbestendig tot ongeveer -15 °C.

## Beschrijving
De tweekleurige eik bereikt een hoogte van 12 tot 25 meter. De bast is donkerbruin tot zwart.
De tweekleurige eik is bladverliezend met brede omgekeerd eironde bladeren, 12–18 cm lang en 7–11 cm breed, die op de bovenzijde donkergroen, en aan de onderzijde door de dichte beharing zilvergrijs zijn.De bladrand is onregelmatig gelobd met vijf tot zeven lobben per zijde. In de herfst kleuren deze geel-bruin, soms rood. De vruchten zijn ovaal gevormde eikels en staan meestal paarsgewijs, ongeveer zes maanden na de bestuiving rijpend. De tweekleurige eik groeit zeer langzaam en bereikt na 65 jaar een hoogte van slechts 21 meter.
Gezaagdbladige eik (Q. acutissima) · 
Amerikaanse witte eik (Q. alba) · 
Japanse eik (Q. aliena) · 
Gouden eik (Q. alnifolia) · 
Californische struikeik (Q. berberidifolia) · 
Tweekleurige eik (Q. bicolor) · 
Moseik (Q. cerris) · 
Hulsteik (Q. coccifera) · 
Scharlaken eik (Q. coccinea) · 
Japanse keizereik (Q. dentata) ·  
Portugese eik (Q. faginea) · 
Steeneik (Q. ilex) · 
Californische zwarte eik (Q. kelloggii) · 
Quercus lamellosa · 
Quercus lusitanica · 
Perzische eik (Q. macranthera) · 
Mongoolse eik (Q. mongolica) · 
Moeraseik (Q. palustris) · 
Wintereik (Q. petraea) · 
Donzige eik (Q. pubescens) · 
Pyrenese eik (Q. pyrenaica) · 
Zomereik (Q. robur) · 
Amerikaanse eik (Q. rubra) · 
Kurkeik (Q. suber)